# فرانك إليس
فرانك إليس (بالإنجليزية: Frank Ellis)‏ هو لاعب كرة قدم أسترالية أسترالي، ولد في 7 يوليو 1883، وتوفي في 7 مايو 1957.

## وصلات خارجية
- فرانك إليس على موقع AustralianFootball.com (الإنجليزية)
- فرانك إليس على موقع AFLtables.com (الإنجليزية)